# Lobobunaea equatorialis
Lobobunaea equatorialis is een vlinder uit de familie nachtpauwogen (Saturniidae). De wetenschappelijke naam van deze soort is voor het eerst geldig gepubliceerd in 2012 door Bouyer.
De soort komt voor in tropisch Afrika.